# Bertolli
Bertolli è un'azienda alimentare italiana specializzata nel settore dell'olio di oliva, oggi di proprietà del gruppo olandese-britannica Unilever e società spagnola Deoleo S.A. (ex Sos Corporaciòn Alimentaria S.A.)

## Storia
L'azienda fu fondata a Lucca nel 1865 dai coniugi Francesco e Caterina Bertolli, come piccola bottega per la rivendita di olio.
Verso l'inizio del Novecento, la ditta da piccolo negozio si trasformò in un'importante azienda di rilevanza regionale, creando diversi stabilimenti oleari e vinicoli in altre zone della Toscana. L'attività produttiva si concentrò soprattutto a Lucca e Livorno dove vennero create due raffinerie di olio, e a Castellina Scalo, frazione di Monteriggioni (SI), dove nacque uno stabilimento per l'imbottigliamento del vino Castellino.
Il marchio Bertolli acquisì rapidamente fama non solo in Italia, ma anche all'estero, e soprattutto nelle Americhe, dove l'azienda toscana già agli inizi della sua attività, divulgò il proprio marchio per la presenza di nutrite comunità italiane.
L'azienda passata poi in gestione agli eredi del Bertolli, negli anni sessanta entrò in crisi, e questi la tennero fino al 1972, quando la cedettero alla Alimont (Gruppo Montedison).

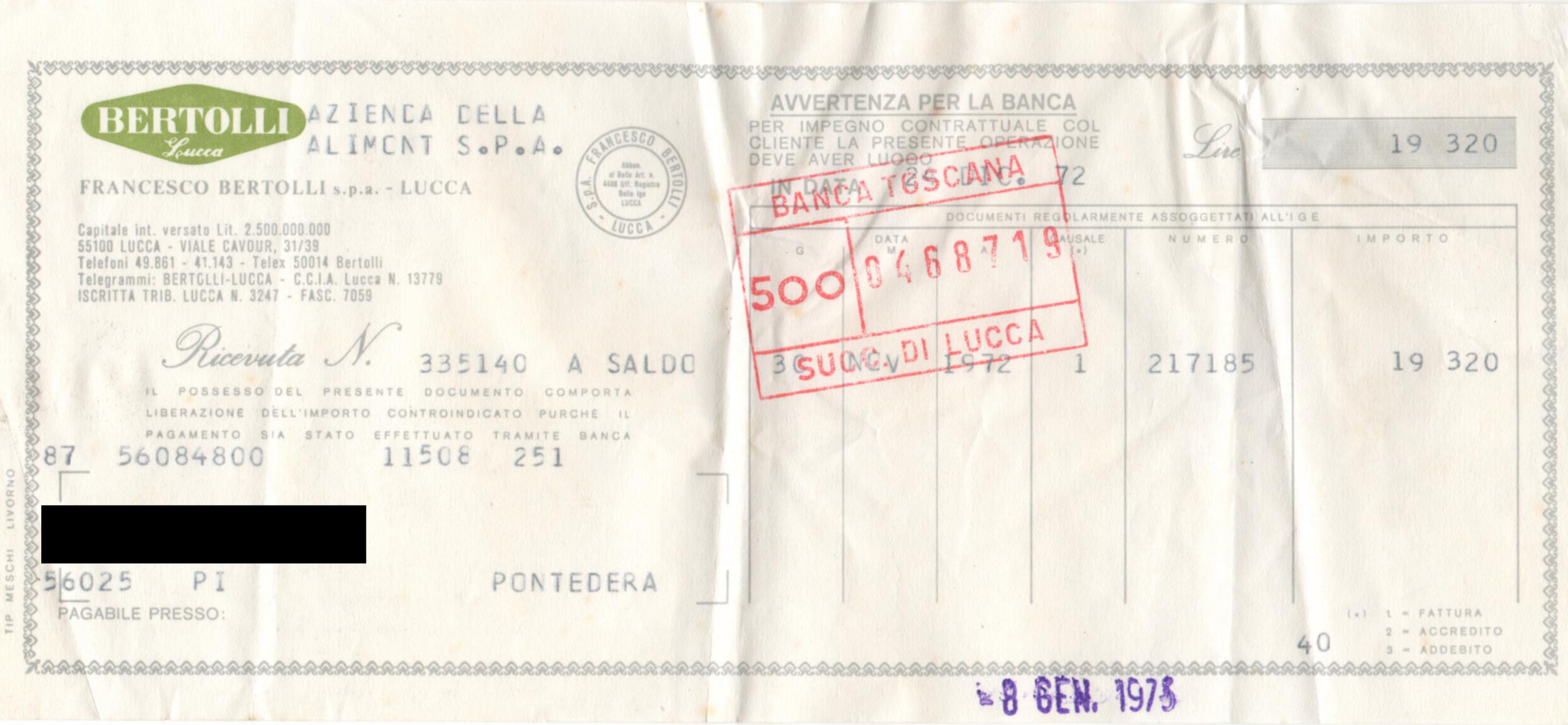
Ricevuta di pagamento del gennaio 1975 dove si può leggere accanto al logo l'affiliazione alla Alimont S.p.A.

Nel 1974 il gruppo rinominato Alivar confluì nella SME, la società finanziaria dell'IRI per il settore alimentare.
Nel 1986 in ambito SME vennero accorpate alla società Cirio, le divisioni Bertolli e De Rica dell'Alivar e fu creata una nuova società: la Cirio, Bertolli, De Rica-Società Generale delle Conserve Alimentari S.p.A, azienda italiana controllata al 99,99% da SME.
Il 1º gennaio 1987, la Cirio-Bertolli-De Rica ha venduto lo stabilimento di Castellina Scalo (Siena) alla DAVIDVINI srl che ne ha affittato per 3/4 alla FRA GRI Fratelli Grifoni di Giulio Grifoni e C. snc, per continuare a confezionare il "Castellino". Nel mese di dicembre dello stesso anno, la FRA GRI Fratelli Grifoni di Giulio Grifoni e C. snc ha affittato l'azienda alla NUOVA FRA GRI s.r.l. per continuare l'attività enologica nello stabilimento di Castellina Scalo.
La Cirio-Bertolli-De Rica fu ceduta nel 1993 alla Fisvi (Società finanziaria lucana) per 310 miliardi di lire a favore del gruppo Unilever. Sotto la proprietà della Unilever, la produzione dell'olio a marchio Bertolli venne trasferita in uno stabilimento della multinazionale anglo-olandese sito a Inveruno (MI).
Nel 2008 Unilever cede il marchio internazionale, insieme con lo stabilimento di Inveruno, per 630 milioni di euro, al gruppo spagnolo Sos Corporación Alimentaria S.A. oggi divenuto Deoleo S.A. già proprietario dei marchi Carapelli, Sasso, Minerva Oli e Friol, trattenendo però per sé tutti i prodotti diversi dall'olio a marchio Bertolli, come la margarina, i condimenti per la pasta e i cibi congelati.

## Banca Francesco Bertolli
Fondata nel 1875 disponeva di uno sportello per operazioni di cambiavalute nel centro di Lucca. Nel maggio del 1946, la banca assunse la forma di una società per azioni.
Nell'aprile del 1970 la banca, che aveva aggiunto un ulteriore sportello a Lucca ed una filiale a Viareggio, fu incorporata nella Banca Commerciale Italiana.

## Aspetti controversi
Nel 2015 da campionamenti effettuati dai NAS di Torino è emerso che la Bertolli avrebbe dichiarato al consumatore, scrivendolo sulle confezioni, che l'olio venduto era extravergine – o al cento per cento o comunque presente e miscelato con altri oli – quando in realtà sarebbe semplicemente stato «olio vergine», cioè appartenente a una categoria inferiore per qualità. Il legale rappresentante di Bertolli viene iscritto nel registro degli indagati con l'accusa di frode in commercio.